# پابلو د روخا
پابلو د روخا (انگلیسی: Pablo de Rokha; ۱۷ اکتبر ۱۸۹۵ – ۱۰ دسامبر ۱۹۶۸) شاعر، آموزگار اهل شیلی بود.